# Busti di Scipione Borghese

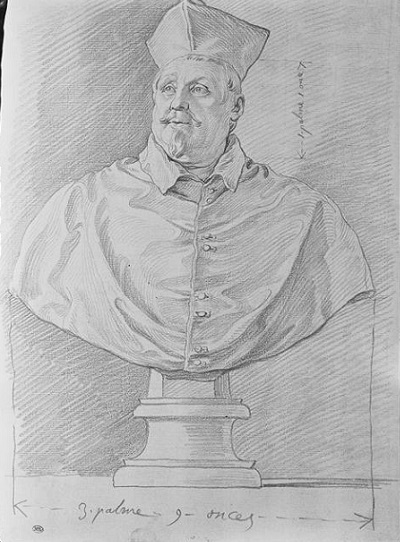
Edmé Bouchardon Disegno del busto di Scipione Borghese (sec. XVIII), Louvre di Parigi

I busti di Scipione Borghese sono due opere di Gian Lorenzo Bernini, scolpite nel 1632 e conservate nella galleria Borghese. Ciascun busto vede raffigurato il cardinale Scipione Borghese: dopo la prima versione, ne fu scolpita una seconda per un difetto nel marmo.

## Storia e descrizione
Fu commissionato da papa Urbano VIII, il pontefice che aveva affidato a Bernini il Baldacchino di San Pietro, cui l'artista lavorava nei medesimi anni. Il busto interrompe un periodo in cui Bernini non si era più dedicato alla scultura, e segna un punto di svolta nel percorso del suo autore. Fino a quel momento, infatti, i ritratti berniniani erano stati caratterizzati da una dimensione introversa, mentre il cardinale è rappresentato in maniera molto più estroversa, presupponendo quasi «l'esistenza di un osservatore». È «un ritratto di grande immediatezza, che mira a cogliere il carattere del personaggio nella brevità e transitorietà di uno stato psicologico».
Sembra che, a lavoro quasi ultimato, l'opera presentasse una crepa sulla fronte dell'effigiato, tanto che lo scultore ne scolpì di nascosto una copia. Secondo la testimonianza di Filippo Baldinucci, l'impresa occupò quindici notti di indefesso lavoro, mentre il figlio di Bernini, Domenico, sostiene nella biografia del padre che il nuovo busto fu completato in appena tre giorni.
Entrambe le versioni sono oggi conservate nella Galleria Borghese, e i restauri del 1997 hanno evidenziato con chiarezza la crepa presente nel primo dei due busti realizzati.
L'abilità di Bernini sta nel diffrangere la luce per produrre straordinari effetti chiaroscurali ma soprattutto nella resa dei materiali, che restituiscono il valore tattile delle superfici scolpite.
Alla Morgan Library di New York è presente un disegno preparatorio dell'opera, di mano del Bernini.

## Datazione
Un documento risalente all'8 gennaio 1633 e conservato all'Archivio di Stato di Modena, afferma che, "su commissione del Pontefice, Bernini realizzò un busto in marmo del Cardinale Borghese, per il quale fu pagato con 500 zecchini e con un  diamante del valore di 150 scudi".

Una lettera di Fulvio Testi indirizzata il 29 gennaio 1633 al conte Francesco Fontana riferisce che il busto costò 1.000 scudi, e che la persona rappresentata era viva.
Un ultimo documento di Lelio Guidiccioni, datato 4 giugno 1633, accredita ulteriormente la datazione dell'opera all'anno 1632.. Negli archivi della Villa omonima è conservata una ricevuta che attesta il pagamento di 500 scudi dalla famiglia Borghese al Bernini.